# NGC 4595
NGC 4595 је спирална галаксија у сазвежђу Береникина коса која се налази на NGC листи објеката дубоког неба.
Деклинација објекта је + 15° 17' 52" а ректасцензија 12h 39m 51,7s. Привидна величина (магнитуда) објекта NGC 4595 износи 12,2 а фотографска магнитуда 13,0. Налази се на удаљености од 16,8000 милиона парсека од Сунца. NGC 4595 је још познат и под ознакама UGC 7826, MCG 3-32-81, CGCG 99-106, VCC 1811, IRAS 12373+1534, PGC 42396.